# Ricardo Flecha Hermosa
Ricardo Flecha Hermosa Nació en Asunción, el (22 de diciembre de 1961). es un intérprete y compositor paraguayo que se destaca por sus impetuosas expresiónes en sus canciones.    

## Biografía
Se inició en la música en el ámbito estudiantil formando parte de conjuntos en el Colegio Nacional de la Capital, que luego 1980 formó parte del grupo Juglares, que se dividió en 1984. En 1985 forma el grupo Ñamandu con Alejandrino "Chondi" Paredes y César Cataldo. Su mayor mérito se centra en el rescate de temas tradicionales de la música paraguaya, principalmente de la tradición campesina, incursionando también en diversas formas musicales como jazz y fusión.
Desde 1998 actúa principalmente como solista y acompaña a varios artistas internacionales en sus presentaciones en Paraguay.
La mayoría de los obras que interpreta engloban a José Asunción Flores, Elvio Romero, Félix de Guarania, Carmen Soler y Augusto Roa Bastos, Emiliano R. Fernández, Agustín Barboza y Teodoro S. Mongelós, . Pero también interpreta obras de sus contemporáneos y en ocasiones en dúo: Maneco Galeano, Carlos Noguera, Jorge Krauch, Alberto Rodas, Emilio Pérez Chávez, Rolando Chaparro, Alejandrino Paredes.

## Festivales
Entre 1988 y 1992 se presentó en los Festivales de Latinomúsica de Pelotas, Brasil; Festival Cervantino de Guanajuato, México y Memorial de San Pablo, Brasil. Ese mismo año formó parte de la delegación artística del Paraguay en la Expo-Sevilla 92.
- En 1993 actuó en el Tercer Encuentro Iberoamericano de Cultura en Santiago de Chile.

- En 1994 en el Teatro Simón Patiño de Santa Cruz, Bolivia. En 1995 y 1997 en Festivales de las Islas Canarias, Punta Arenas y Ciclo de Verano de Buenos Aires donde actuó como invitado especial de Mercedes Sosa.

## Discografía
- Y encima el viento (LP 1985),
- A pesar del otoño (LP 1986),
- Lo que somos (LP 1987),
- Cantata del pueblo y sus banderas torrenciales(Casete 1988),
- Polkasa (LP 1989),
- Un misil en mi ventana (LP 1991),
- Por un sentimiento (CD 1997) y
- Ñamandu, Oscar Cardoso Ocampo y Sembrador (CD 1997).